# Октоих
Октоих (на гръцки: Ὀκτώηχος – „осмогласник“) – една от книгите, използвана в православната богослужебна практика. Всеки глас, т.е. определената църковна мелодия, влиза в сила на вечернята служба в събота вечер и е в сила цялата седмица. През тази седмица доминират песнопенията на този глас.
Разновидност на октоиха е параклитикът, съдържащ църковни мелодии, които се изпълняват през определен ден от седмицата.